# Andrena neffi
Andrena neffi är en biart som beskrevs av Larkin 2004. Andrena neffi ingår i släktet sandbin, och familjen grävbin. Inga underarter finns listade i Catalogue of Life.